# Conrad Westermayr

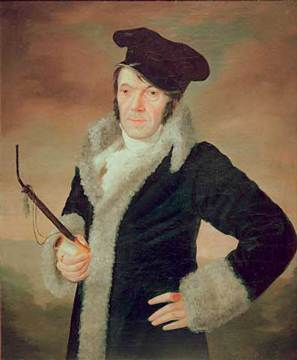
Conrad Westermayr
Porträt von Moritz Daniel Oppenheim 1817 (Kunstsammlungen zu Weimar)

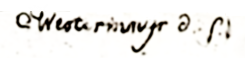
Signatur von Conrad Westermayr

Conrad Westermayr (* 30. Januar 1765 in Hanau; † 5. Oktober 1834 ebenda) war ein deutscher Maler und Kupferstecher.

## Leben
Westermayr war der Sohn von Daniel Jacob Westermayr (1734–1788). Von seinem Vater lernte er das Goldschmiedehandwerk und besuchte zudem die örtliche Zeichenakademie. Aus ökonomischen Gründen begann er, Porträts zu zeichnen. Erst 1788 nahm er an der Akademie in Kassel bei Jacob Heinrich Tischbein ein Studium auf. Seine ersten Ölmalereien waren Kopien anderer Meister.
1791 lernte er in Weimar bei Lips die Kupferstecherei. Er stach erfolgreich Nachbildungen von Werken anderer Künstler und war für den Verlag Industrie-Kontor von Bertuch tätig. 1795 ging er nach Dresden, um sich in Landschafts- und Antikenmalerei weiterzubilden. 1800 war er wieder in Weimar und heiratete Christiane Henriette Dorothea Stötzer (1772–1834).
1806 wurde er Professor an der Akademie in Hanau. Dort wurde er nach einigen Jahren zum Direktor ernannt und lehrte erfolgreich bis zu seinem Lebensende. Er erlebte hier die Veränderungen der napoleonischen Zeit sowie die Schlacht bei Hanau, wobei er mehrere Gemälde und Kupferstiche vom Schlachtgeschehen anfertigte. In den Sammlungen des Historischen Museums Hanau/Hanauer Geschichtsvereins findet sich eine Serie von Zeichnungen der Hanauer Stadttore, die seit 1806 abgerissen wurden. 1808 wurde er Mitglied der Wetterauischen Gesellschaft, für die er Mineralien und andere Gegenstände zeichnete. Der Schwerpunkt seiner Arbeit lag aber in der Förderung seiner Schüler an der Zeichenakademie. Zu ihnen gehörte der Marburger Universitätszeichenlehrer Ludwig Christian Hach (1799–1873) und Moritz Daniel Oppenheim (1800–1882). Westermayr blieb kinderlos und starb 1834 in Hanau.

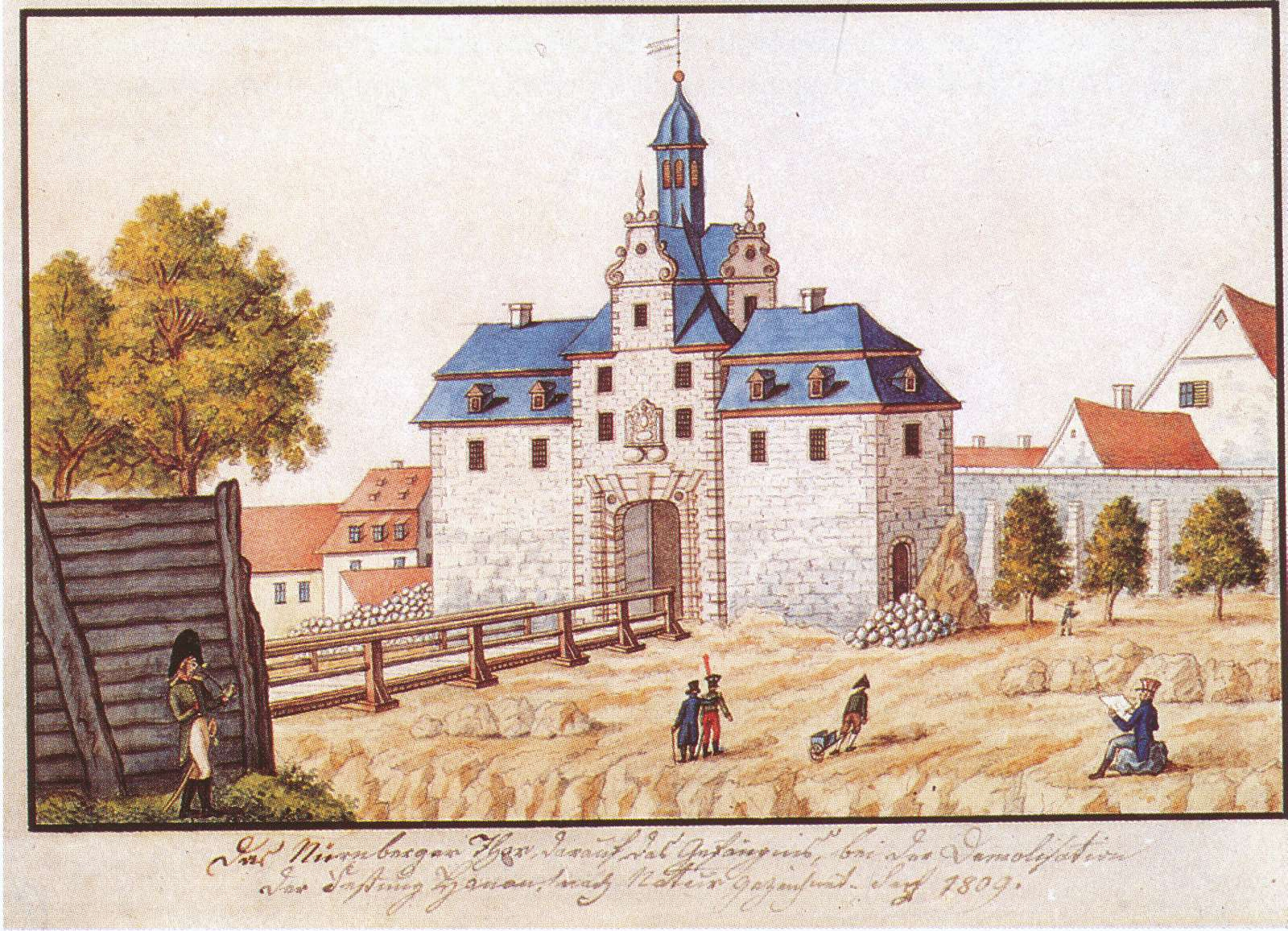
Das Nürnberger Tor in Hanau während des Abbruchs. Rechts unten im Bild hat sich der Zeichner selbst dargestellt.
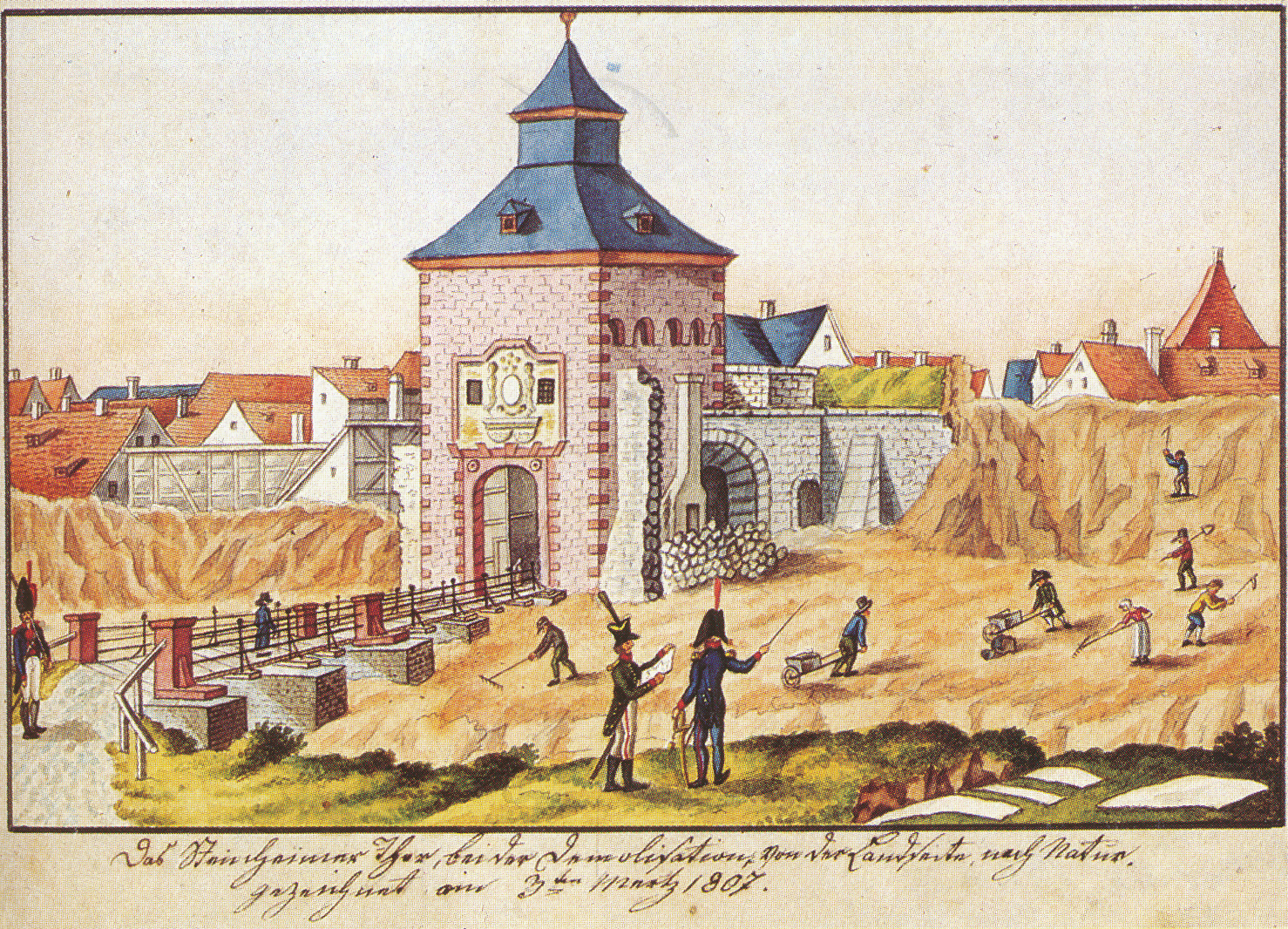
Das Steinheimer Tor während des Abbruchs
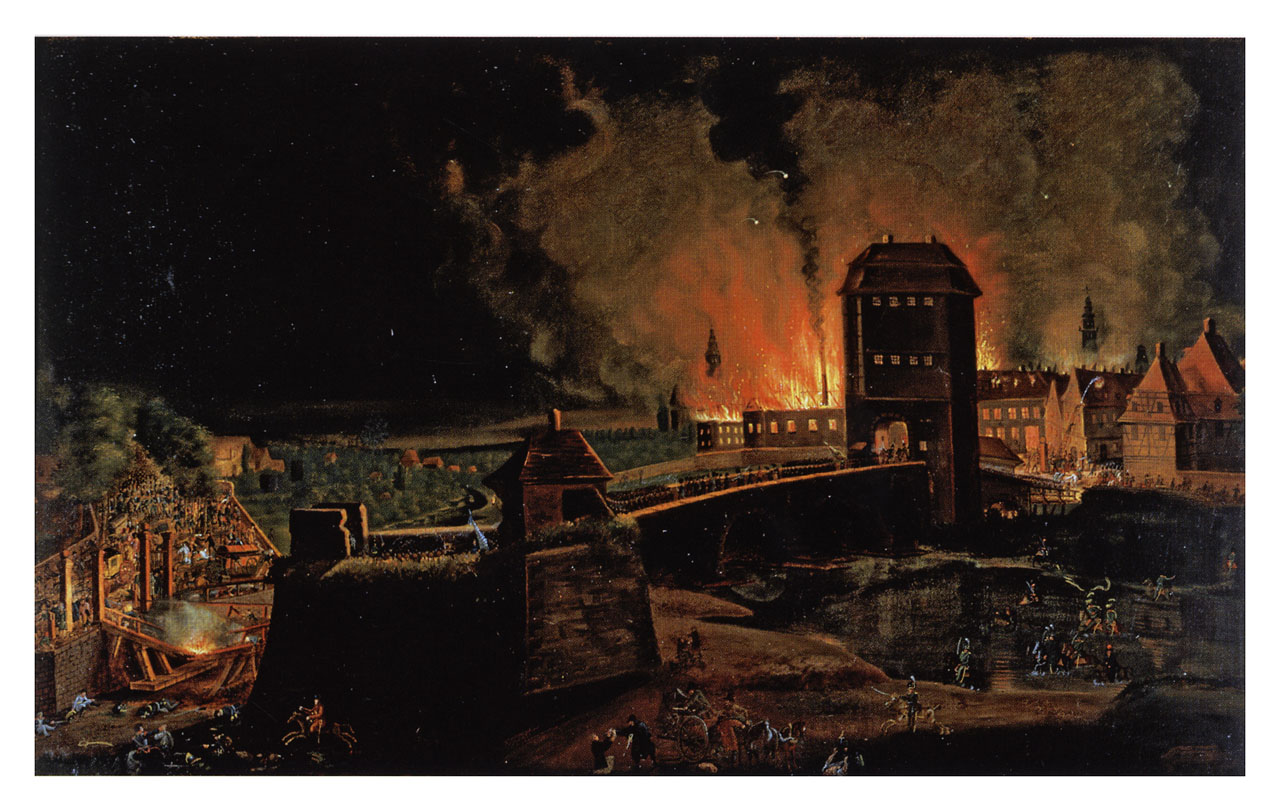
Beschießung der Stadt und brennende Vorstadt beim Abzug der Franzosen in der Schlacht bei Hanau (Nacht vom 30. auf den 31. Oktober 1813).